# ロンバルド語版ウィキペディア
ロンバルド語版ウィキペディア（ロンバルドごばんウィキペディア、Wikipedia in lumbard）は、ロンバルド語で執筆されているウィキペディアである。

## 歴史
2007年11月に10万記事を達成し、2007年12月にはピーク時で約11万7000記事があったが、その多くはボットによって自動生成されたスタブ（短い記事）であり、数、CDのアルバムやシングル、地方自治体、空港、小惑星、クレーターなどごく限られた分野の記事のみで、通常の百科事典にみられるような記事はほとんどなかった。同年12月以降それらの大規模な削除が行われ、記事数は最大時の3パーセントほどに減少した。

## 統計
2018年2月16日時点の統計より。
- 純記事数： 36,890
- 総項目数： 96,538
- 登録者数： 22,133人（うち管理者6人）

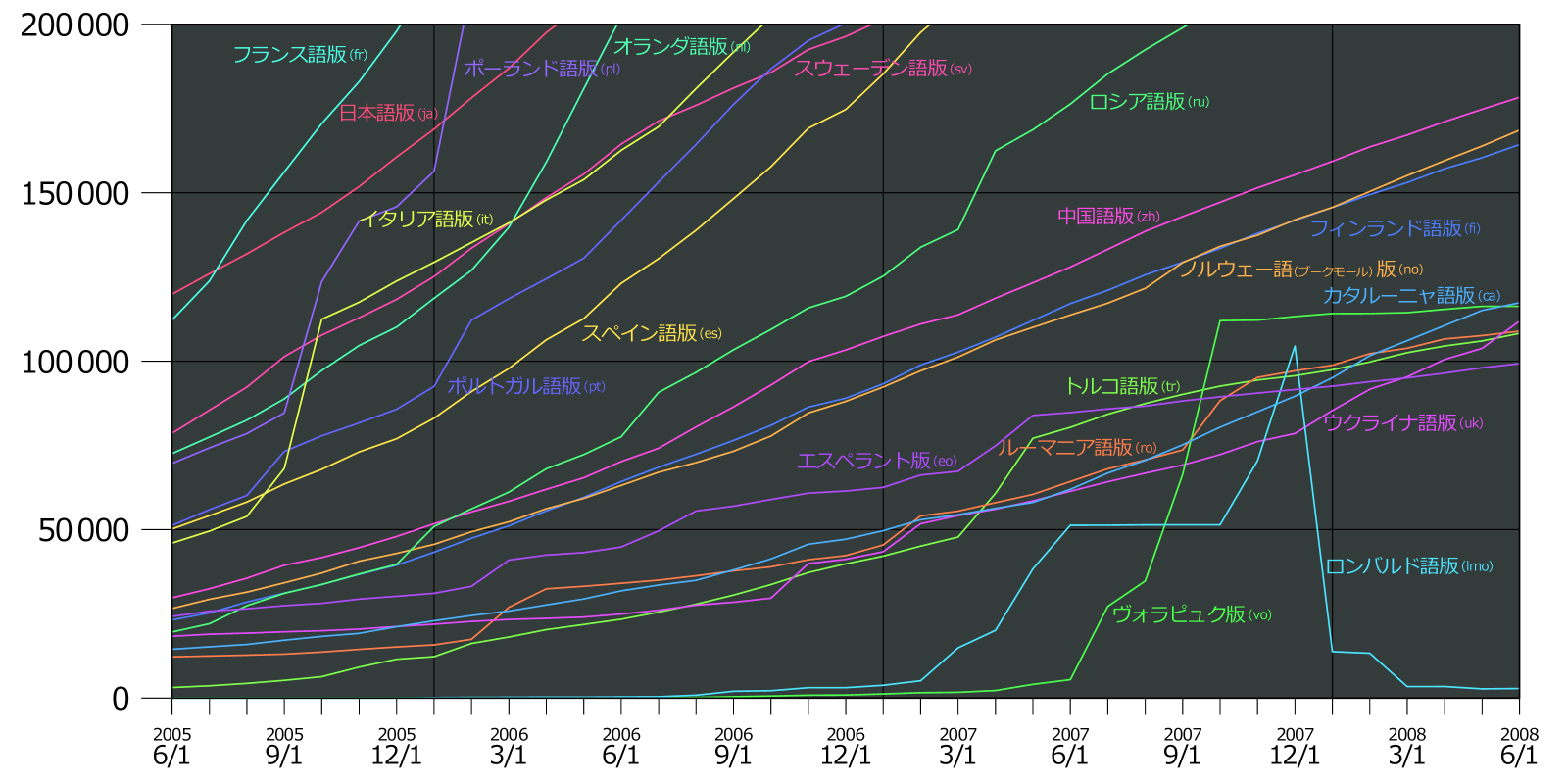
2005年6/1から2008年6/1までの、各言語版の記事数の推移。ロンバルド語版（水色）とヴォラピュク版（黄緑）の、ボットを使用した急激な記事数増加が目立つ。